# أندريا لومباردو
أندريا لومباردو (23 مايو 1987 في كندا - ) هو لاعب كرة قدم كندي في مركز الهجوم. شارك مع منتخب كندا تحت 17 سنة لكرة القدم ومنتخب كندا تحت 20 سنة لكرة القدم ومنتخب كندا تحت 23 سنة لكرة القدم. أما مع النوادي، فقد لعب مع أتالانتا ونادي بيروجيا ونادي تورونتو وFC Rieti ‏ وSC Toronto ‏ وBrunswick Juventus FC ‏.